# باول ريتر (كاتب)
باول ريتر (بالإنجليزية: Paul Ritter)‏ هو عالم اجتماع وفنان ومهندس معماري وكاتب أسترالي، ولد في 6 أبريل 1925 في براغ في التشيك، وتوفي في 14 يونيو 2010 في برث في أستراليا.